# Bezdomność

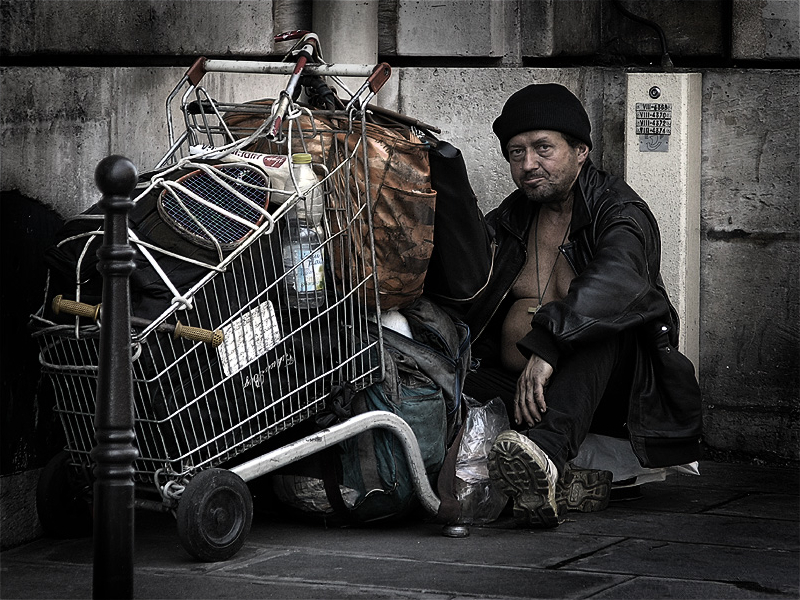
Bezdomny koczujący na ulicach Paryża, z dobytkiem przechowywanym w wózku sklepowym

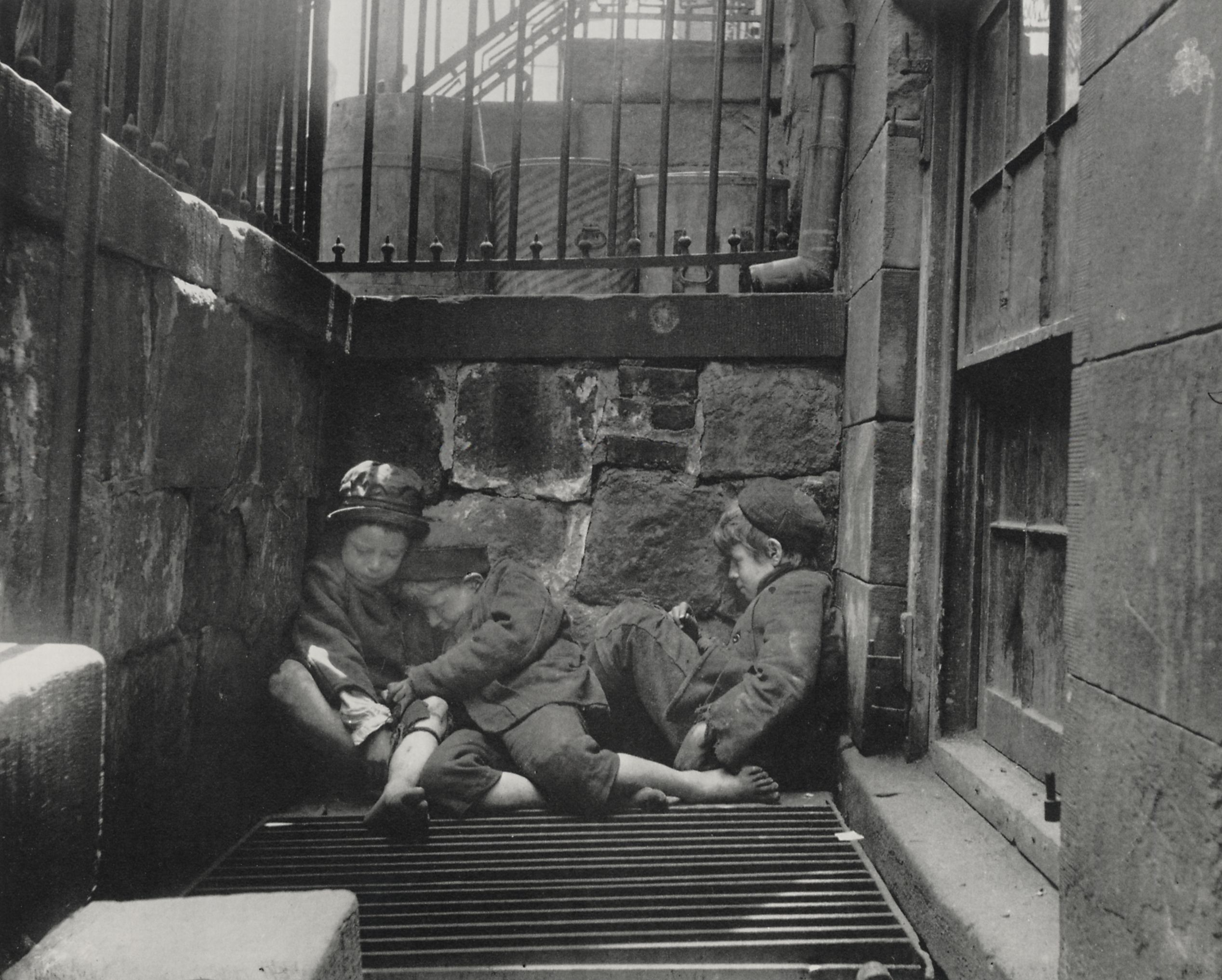
Śpiące bezdomne dzieci. Nowy Jork, początek XX w.

Bezdomność – w ujęciu socjologicznym problem społeczny (zjawisko społeczne), charakteryzujący się brakiem miejsca zamieszkania (brakiem domu).
Bezdomność w ujęciu psychologicznym to kryzysowy stan egzystencji osoby nieposiadającej faktycznego miejsca zamieszkania, pozbawionej środków niezbędnych do zaspokojenia elementarnych potrzeb, trwale wykorzenionej ze środowiska w wyniku rozpadu więzi społecznych i akceptującej swoją rolę społeczną. Jako stan ewidentnej i trwałej deprywacji potrzeb mieszkaniowych w sytuacji, gdy dotknięta bezdomnością osoba nie jest w stanie jej zapobiec, wiąże się z poważnym upośledzeniem psychicznego i społecznego funkcjonowania człowieka.
Natura bezdomności wyklucza zamkniętą i jednoznaczną klasyfikację jej przyczyn, ponieważ doprowadza do niej cały zespół nakładających się na siebie sił sprawczych, zespół postaw, zachowań determinowanych predyspozycjami osobowościowymi, którym sprzyjają sytuacje społeczne i sposób funkcjonowania służb socjalnych.

## Pojęcie bezdomności
Termin bezdomny upowszechnił się w polskim słownictwie na przełomie XVIII/XIX w i był kojarzony z ofiarami wojen i powstań. Przeszedł następnie do polskiego języka prawa i oznaczał osoby, które utraciły zamieszkanie.
Nie ma jednej uznanej definicji bezdomności. Określa się m.in. bezdomność jako sytuację osób, które w danym czasie nie posiadają i własnym staraniem nie mogą zapewnić sobie takiego schronienia, które mogłyby uważać za swoje i które spełniałoby minimalne warunki, pozwalające uznać je za pomieszczenie mieszkalne. Bezdomność jest określana również jako względnie trwała sytuacja człowieka pozbawionego dachu nad głową albo nieposiadającego własnego mieszkania.
Istnieje również definicja prawna zawarta w „Ustawie o pomocy społecznej”, zgodnie z którą za osobę bezdomną uważa się osobę niezamieszkującą w lokalu mieszkalnym w rozumieniu przepisów o ochronie praw lokatorów i mieszkaniowym zasobie gminy i niezameldowaną na pobyt stały, w rozumieniu przepisów o ewidencji ludności, a także osobę niezamieszkującą w lokalu mieszkalnym i zameldowaną na pobyt stały w lokalu, w którym nie ma możliwości zamieszkania.
Tego typu definicje jednak trudno odnosić do sytuacji bezdomności, bowiem za bezdomnych w takim rozumieniu uznawać należałoby także mieszkańców krajów Trzeciego Świata nieewidencjonowanych lub zamieszkujących slumsy na obrzeżach wielkich metropolii. Z tego względu przy definiowaniu bezdomności należy uwzględnić upośledzenie społeczne wynikające z braku posiadania odpowiedniego standardu mieszkalnego, typowe dla społeczeństw przemysłowych. Z drugiej strony osoby bezdomne starają się często zagospodarowywać przestrzeń publiczną, np. dworców kolejowych, w celu wytworzenia poczucia własnego miejsca. Definiuje się zatem osoby bezdomne poprzez nieprzystosowanie społeczne, pozbawienie środków do życia oraz przynależność do grup, np. osób z zaburzeniami psychicznymi, po długotrwałym pobycie w zakładzie karnym, uzależnionych.
Bezdomność jest również zjawiskiem społecznym, niepoddającym się opisowi w kategoriach czysto prawniczych. Ani formalne prawo do zamieszkania w danym lokalu, ani brak tego prawa nie przesądzają bowiem kwestii bezdomności. Możliwe są sytuacje, gdy konflikty rodzinne uniemożliwiają faktyczne współzamieszkiwanie w lokalu, w którym jest się zameldowanym, lub też zaspokajanie potrzeb mieszkaniowych pomimo braku zameldowania i formalnego prawa do zamieszkiwania w danym lokalu.
Brak domu uniemożliwia normalny rozwój człowieka, wpływa negatywnie na stan zdrowia psychicznego i fizycznego, uniemożliwia rozwijanie aspiracji kulturowych, regenerację sił i wypoczynek. Deprywacji zatem podlegają nie tylko szeroko rozumiane potrzeby mieszkaniowe, ale właściwie wszystkie poziomy potrzeb, począwszy od najbardziej podstawowych potrzeb fizjologicznych, skończywszy zaś na potrzebie samorealizacji.

## Przyczyny bezdomności

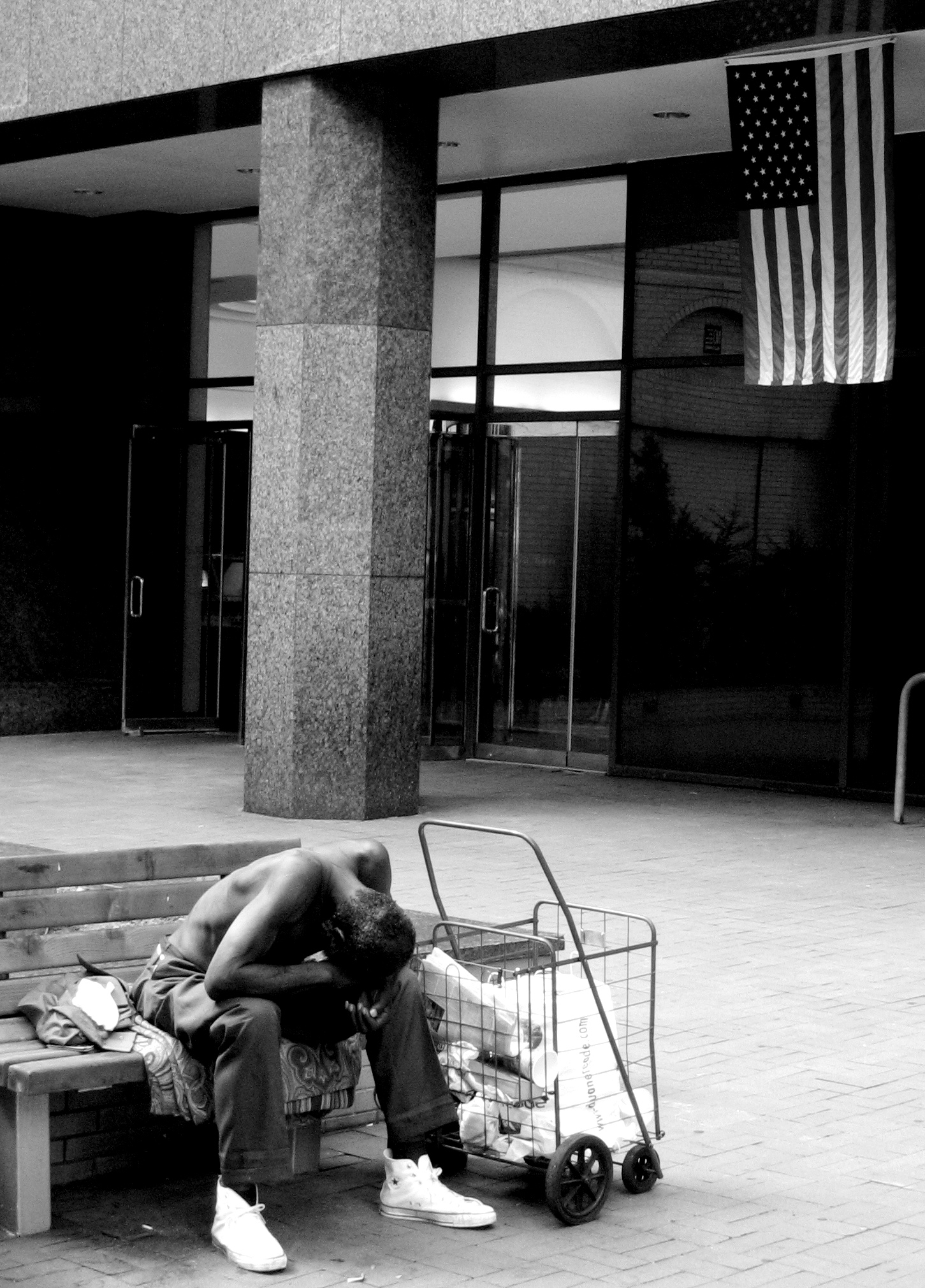
Bezdomny w Nowym Jorku

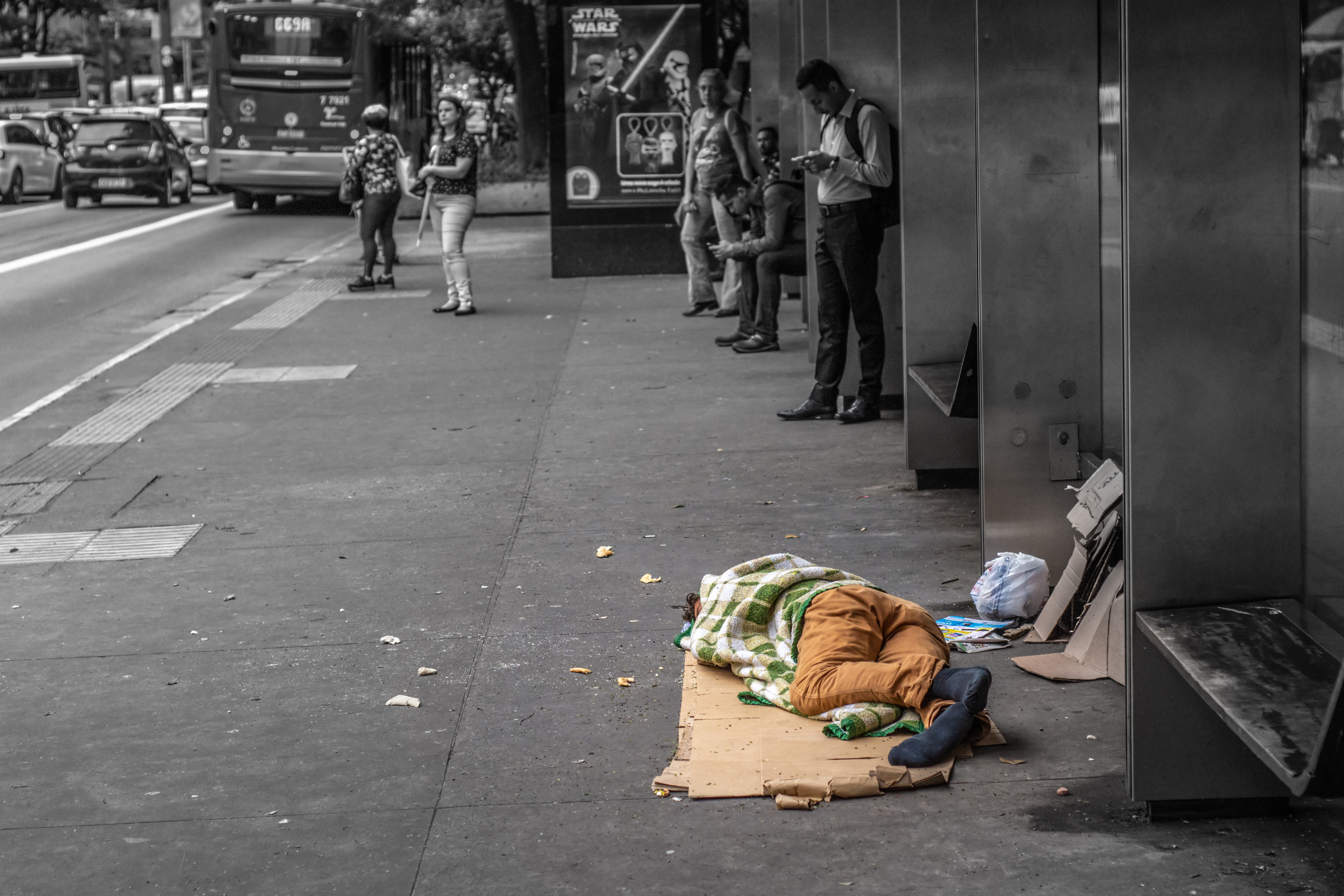
Bezdomny w São Paulo

Stan ten jest uwarunkowany wieloczynnikowo, między innymi poprzez zmniejszoną zdolność do samodzielnego życia i radzenia sobie, poddania się wymaganiom społeczeństwa, niewielką odporność na sytuacje trudne, czy marginalizację społeczną. Według Teresy Sołtysiak, badaczki zjawiska, jest to wypadkowa splotów determinant i okoliczności egzystencjalno-losowych, jednostek uwikłanych w mikro- i makrospołeczne warunki życia.

### Klasyfikacja przyczyn bezdomności Eugeniusza Moczuka
Wyróżnia on przyczyny wynikające:
1. z sytuacji społeczno-ekonomicznej kraju, w tym wzrostu bezrobocia, postępującej likwidacji hoteli robotniczych, braku miejsc w szpitalach, zakładach opiekuńczych, domach pomocy społecznej, braku opieki nad wychowankami domów dziecka po ukończeniu 18 lat, braku ośrodków dla nosicieli wirusa HIV,
2. z sytuacji prawnej, polegającej na możliwości wyeksmitowania lokatora „donikąd” za zaległości w opłatach czynszowych,
3. z przyczyn związanych z patologiami, w tym z powodu alkoholizmu, przestępczości, odrzucenia lub braku opieki ze strony najbliższych, rozwodu lub trwałego rozpadu więzi formalnych lub nieformalnych, prostytucji kobiet, przemocy w rodzinie,
4. z przyczyn natury socjopsychologicznej, w tym świadomego wyboru innego sposobu życia, odrzucenia obowiązującego systemu wartości,
5. przyczyn osobowościowych, w tym poczucia niższości, osamotnienia, wstydu, przekonania o złej naturze świata i ludzi.

Wśród przyczyn leżących po stronie samych bezdomnych E. Moczuk wymienia:
1. czynniki związane z zakłóconym procesem socjalizacji w grupach pierwotnych, w tym złego przygotowania do samodzielnego życia, brakiem możliwości samodzielnego mieszkania, niemożnością zamieszkania z najbliższymi po rozwodach, separacjach, powrotach z więzienia,
2. przyczyny związane z nieumiejętnością przystosowania się do sytuacji społeczno-ekonomicznej, w tym poddawanie się przedmiotowemu traktowaniu przez pracodawców, brakiem możliwości zatrudnienia się za godziwą płacę,
3. przyczyny związane z nieprzystosowaniem się do sytuacji obyczajowo-kulturowej, w tym traktowanie współmałżonków jako własności, rozwody, niełożenie na rodzinę,
4. przyczyny związane z piciem i nadużywaniem alkoholu.

### Powody bezdomności według materiałów rządowych
- rozpad rodziny,
- eksmisja,
- powrót z zakładu karnego bez możliwości zamieszkania,
- brak stałych dochodów,
- przemoc w rodzinie,
- brak tolerancji społecznej,
- uzależnienia,
- likwidacja hoteli pracowniczych,
- brak dokumentów,
- opuszczenie domu dziecka,
- powrót ze szpitala psychiatrycznego.

### Przyczyny według organizacji pozarządowych
Z informacji posiadanych przez organizacje pozarządowe wynika, iż wśród populacji osób bezdomnych wyraźnej zmianie ulega przekrój zawodowy i społeczny. Do placówek dla bezdomnych coraz częściej zgłaszają się osoby posiadające wykształcenie średnie i wyższe. Obniżeniu ulega wiek bezdomnych, w szczególności samotnych matek z dziećmi oraz narkomanów i nosicieli wirusa HIV.
Jako współwystępujące z bezdomnością wymienia się najczęściej: alkoholizm, przestępczość, narkomanię, dezintegrację rodziny, choroby psychiczne, obniżenie poziomu rozwoju intelektualnego, przemoc w rodzinie, prostytucję, żebractwo, zespół nabytej bezradności, kalectwo i zaniedbane leczenie różnorodnych schorzeń. Trzeba zaznaczyć, że rzadko jedna przyczyna wyjaśnia sytuację osoby bezdomnej, przyczyny przeplatają się i wzajemnie warunkują.

### Podejście psychologiczne
W literaturze o orientacji psychologicznej wspomina się o osobowościowym syndromie bezdomności oraz niemożności poradzenia sobie z trudną sytuacją życiową, która powoduje, że osoby bezdomne, utraciły wolę, umiejętność i motywację do konstruktywnego pomysłu na dalsze życie, są niezdolne do kierowania własnym losem. Syndrom osobowościowy to także skutek bezdomności, przyjęcie filozofii życiowej, charakterystycznego sposobu postępowania bezdomnego, czyli zaakceptowanie w sobie specyficznej osobowości bezdomnego.

## Skala zjawiska w Polsce

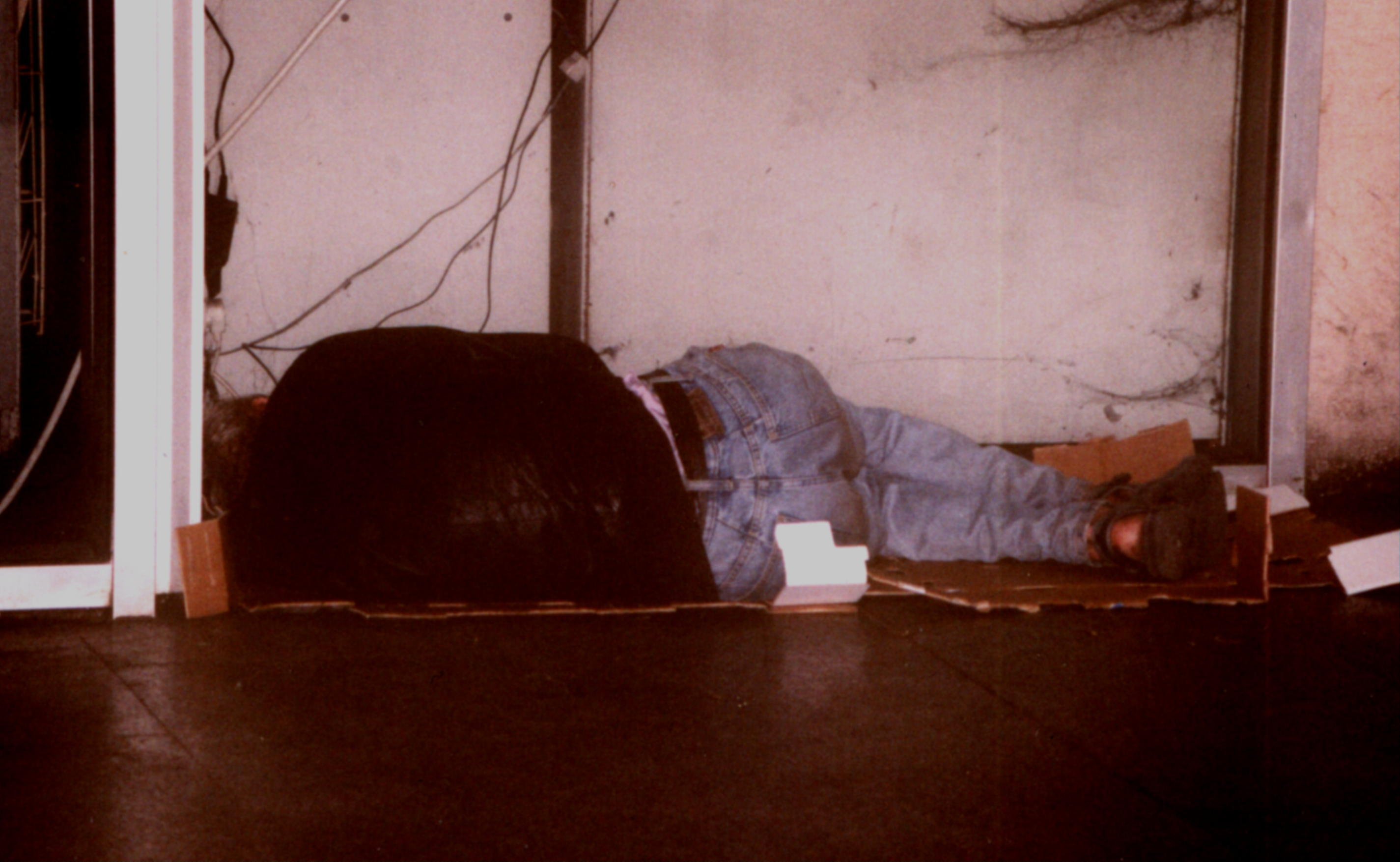
Bezdomny na dworcu kolejowym w Katowicach

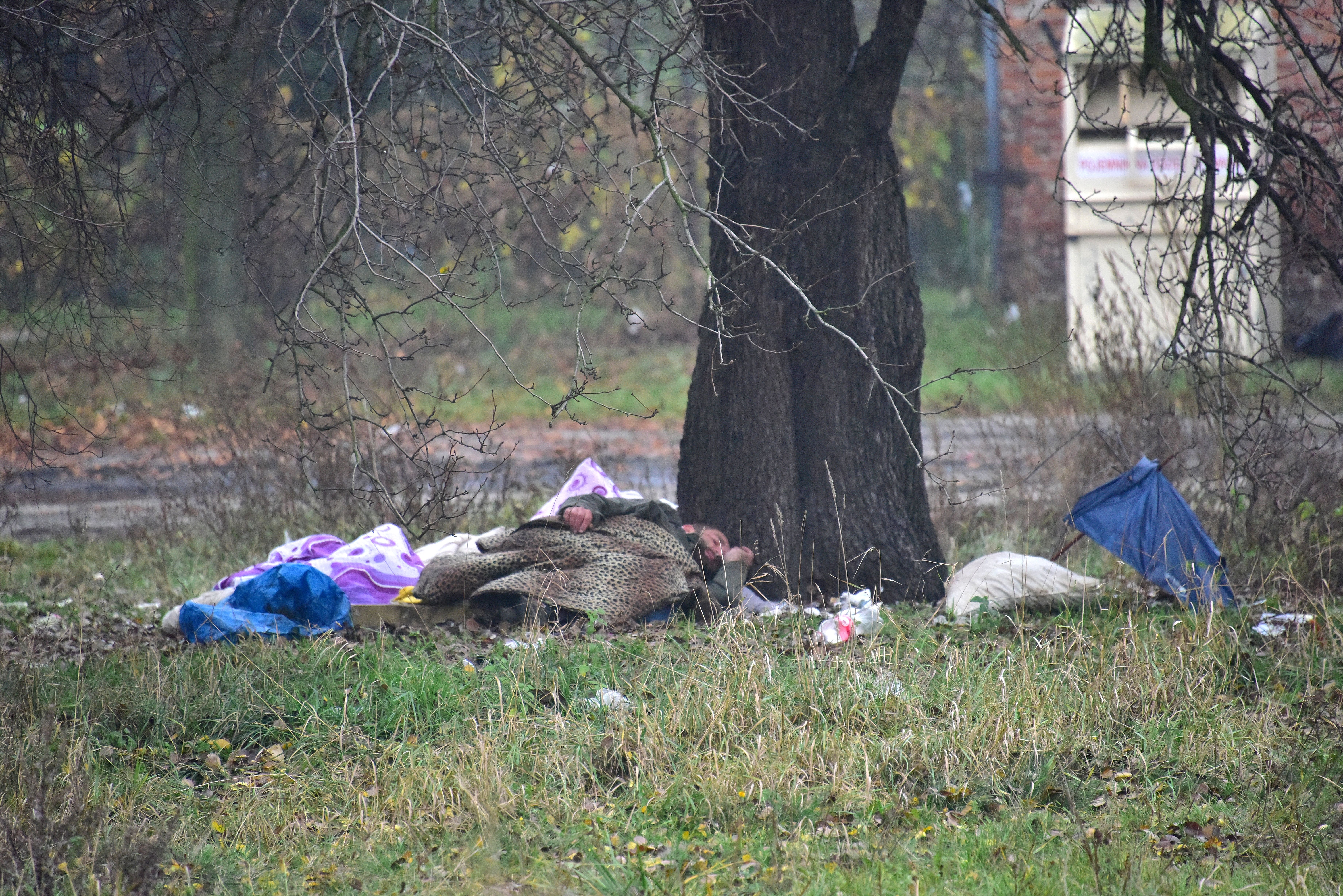
Bezdomny w pobliżu dworca Warszawa Wschodnia w Warszawie

Brak dokładniejszych informacji o skali zjawiska bezdomności w Polsce. Liczbę osób bezdomnych określa się od 30 do nawet 300 tysięcy. Jedynym miarodajnym źródłem wiedzy w tym zakresie jest liczba osób, którym formalnie udzielona została pomoc przez ośrodki pomocy społecznej. Liczba ta ulega okresowym zmianom, oscylując wokół wartości 30 tysięcy. W 2002 roku liczba ta wyniosła 31 382 osoby. Statystycznie w Polsce osób bez dachu nad głową jest ponad 43 tys. Statystycznie, bo są to dane uzyskane tylko z noclegowni czy przytułków, tak naprawdę jest ich dużo więcej w różnego rodzaju dzikich noclegowniach czy na ogródkach działkowych.
Natomiast ze sprawozdań nadsyłanych przez organizacje pozarządowe do Ministerstwa Pracy i Polityki Społecznej, w związku z udzieloną dotacją na pomoc osobom bezdomnym wynika, iż udzielają one pomocy ok. 80–130 tys. osobom. Szacunkowe dane określające liczbę bezdomnych na 300 tysięcy pochodzą od Stowarzyszenia Monar.
Rozbieżności te wynikają z faktu, iż część osób bezdomnych uzyskuje pomoc z kilku źródeł, co powiększa ogólną liczbę osób objętych pomocą. Nie wszyscy zgłaszający się po pomoc żywnościową i medyczną a deklarujący się jako osoby bezdomne są sprawdzani, co również zawyża statystyki. W dodatku bezdomni, częściej niż inne grupy, przemieszczają się po kraju, bądź nie korzystają z oferowanych oficjalnie form pomocy, co dodatkowo utrudnia ich ewidencję. Bezdomni zostali objęci Spisem Powszechnym w 2002 roku, jednak zapewne uzyskane dane nie będą ścisłe – letnia pogoda nie sprzyjała gromadzeniu się bezdomnych w miejscach, w których łatwo byłoby dokonać spisu (np. dworce, noclegownie).
O randze bezdomności wśród problemów społecznych decydują nie tylko trudne do uchwycenia parametry ilościowe, ale również dynamika zjawiska i zmiany w strukturze populacji. Syntetyczne opracowania z dziedziny polityki społecznej podkreślają narastające tempo zjawiska, wykraczanie jego zasięgu poza grupy i środowiska tradycyjnie kojarzone z bezdomnością. Z bezdomnością związane są też takie negatywne zjawiska, jak alkoholizm, narkomania, żebractwo, prostytucja, przestępczość, zagrożenia epidemiologiczne.

## Pomoc bezdomnym
Zgodnie z ustawą o pomocy społecznej pomoc bezdomnym należy do zadań własnych gminy. Pomoc ta może mieć formę udzielenia schronienia, posiłku, ubrania, a także zasiłku celowego na leczenie. Gminy mogą zlecać wykonywanie tych zadań organizacjom pozarządowym. Jednymi z najbardziej znanych ogólnopolskich organizacji specjalizujących się w tym zakresie są Towarzystwo Pomocy im. św. Brata Alberta oraz założone przez Marka Kotańskiego stowarzyszenie „Monar” i jego wyspecjalizowana jednostka organizacyjna „Markot” oraz pomagająca osobom bezdomnym Fundacja Pomocy Wzajemnej „Barka”, udzielająca nie tylko schronienia, ale także oferująca reintegrację społeczno-zawodową.
Problem bezdomności został uznany za na tyle poważny, że w 2000 roku w Ministerstwie Pracy i Polityki Społecznej opracowano resortowy Program „Bezdomność”, w którym zostały uwzględnione działania o charakterze:
- profilaktycznym – zapobiegające utrwalaniu się i poszerzaniu zjawiska bezdomności, skierowane do najbardziej zagrożonych bezdomnością grup społecznych
- osłonowym – zapobiegające degradacji biologicznej i społecznej osób bezdomnych z zastosowaniem standardowych rodzajów i form świadczeń pomocy społecznej oraz podstawowych elementów pracy socjalnej
- aktywizującym, zmierzające do wyprowadzania z bezdomności konkretnych osób i grup społecznych, rokujących perspektywy przezwyciężenia tej sytuacji.

## Bezdomność w kulturze
- Problem bezdomności porusza m.in. polski dramaturg, Janusz Głowacki, w sztuce pt. Antygona w Nowym Jorku.
- Kwestia ta jest częściowo omawiana w książce Paulo Coelho pt. Zahir.
- Na problem bezdomności zwraca uwagę piosenkarz Phil Collins utworem Another Day in Paradise.
- O francuskich kloszardach opowiada Jean-Pierre Jeunet filmem Bazyl. Człowiek z kulą w głowie.
- O bezdomnych traktuje warszawski raper Eldo utworem Śmieci.
- O bezdomności w Boże Narodzenie opowiada film pt. Święta na Division Street.
- Film Papierowy Bokser traktuje o bezdomnym z Los Angeles, który zarabia na życie, biorąc udział w walkach ulicznych.
- W powieści pozytywistycznej Ludzie bezdomni, Stefan Żeromski zwraca uwagę na nędzarzy mijanych przez bohatera.